# Museo internazionale della Croce Rossa
Il Museo internazionale della Croce Rossa è uno spazio espositivo situato a Castiglione delle Stiviere, in provincia di Mantova, nello storico palazzo Longhi, donato dal Comune nel 1959 alla Croce Rossa Italiana.

## Storia
È stata la straordinaria opera di soccorso prestata dalle donne di Castiglione ai feriti della battaglia di Solferino e San Martino che ha ispirato al ginevrino Henry Dunant l'ideazione della Croce Rossa. La sconfitta degli Austriaci da parte dell'esercito franco-sardo e l'inizio del processo che sarebbe sfociato nell'Unità d'Italia sono stati pagati con 40.000 feriti, molti dei quali trasportati a Castiglione dalla serata del 24 giugno 1859. Qui il sacerdote don Lorenzo Barziza ha coordinato le opere di soccorso, trasformando chiese, monumenti e case private in ospedali temporanei. In città ne furono allestiti ben dodici, di cui il principale nel duomo.
Henry Dunant, ospite nel palazzo castiglionese della famiglia Bondoni Pastorio, sull'onda di questa toccante esperienza umana ha concretizzato il principio di uguaglianza dei feriti di guerra e di neutralità dei soccorritori, ideando la Croce Rossa, la cui convenzione è stata sottoscritta a Ginevra il 22 agosto 1864 dai rappresentanti di 12 governi.

## Le esposizioni
All'interno del museo sono conservati gli oggetti e i documenti che ricordano la nascita e lo sviluppo della Croce Rossa Internazionale, movimento ideato e concepito da Henry Dunant nei momenti successivi alla battaglia di Solferino e San Martino (24 giugno 1859).
La raccolta è formata da mezzi di trasporto utilizzati dalla Croce Rossa, come lettighe, barelle e autoambulanze, oltre che da vari oggetti usati negli interventi di pronto soccorso, come ferri chirurgici e materiale per le medicazioni. Le collezioni sono completate da un importante archivio di filmati e di fotografie. Tra i pezzi di pregio conservati nel museo c'è il testo originale scritto da Henry Dunant nel 1862 per il libro Un ricordo di Solferino.